# محمود نديم باشا
محمود نديم باشا (1818-1883)، هو سياسي عُثماني من أصولٍ كرجيَّة، عمل في نظارة الخارجيَّة العُثمانيَّة، وكان واليًا على دمشق وطرابلس الغرب، ثم ناظرًا على البحريَّة العُثمانيَّة، تولَّى الصدارة العُظمى مرتين في عهد السلطان عبد العزيز، الأولى (1871-1872) والثانية (1875-1876).

## سيرته الذاتية
كان نجل محمد نجيب باشا ، والي بغداد. بعد أن شغل العديد من المناصب الفرعية لدى الباب العالي ، أصبح وكيل نظارة الخارجية للشؤون الخارجية، ووالي دمشق و إزمير (سميرنا) ، وزير التجارة، ووالي طرابلس. كان أيضًا على التوالي وزيراً للعدل ووزيرًا للبحرية في عام 1869 ، وفي النهاية أصبح الصدر الأعظم للدولة العثمانية مرتين من 1871 إلى 1872 ومن 1875 إلى 1876.
كان موالياً للسلطان عبد العزيز ووقع كثيراً تحت تأثير الجنرال نيكولاس بافلوفيتش إغناتيف ، السفير الروسي القوي قبل الحرب الروسية العثمانية (1877–1878) ، خضوعه المتصور لروسيا أكسبه لقب «نديموف». غالباً لم تنجح إدارته في كل الجوانب، وكان مسؤولًا إلى حد كبير عن مسألة فرمان تعليق الفائدة على الأموال التركية. كان وزيراً للداخلية من عام 1879 إلى أواخر عام 1882.

## مسألة الإصلاحات
ظهر تياران رئيسيان في الدولة العثمانية في عصر السلطان عبد العزيز الأول عام 1871م، وكان كلاهما يتصارعان حول مسألة الإصلاح ونظام الحكومة؛ فهناك فريق الإصلاح من جهة، ويقابله الفريق المحافظ الذي كان يرى عدم المساس بسلطات السلطان والعناصر المحافظة للدولة. وكان الصدر الأعظم محمود نديم باشا مؤيدا للفريق الأخير، ووفر للسلطان الفرصة بتعزيز موقف المحافظين وتأكيد ادعائه بالخلافة لمساندة حكمه ضد الفريق الإصلاحي.

## مسألة الديون الخارجية
استدانت الدولة العثمانية من فرنسا وانجلترا مبالغ مالية وصل مجموعها عام 1876م نحو 200 مليون قطعة ذهبية وفُرض عليها فائدة، ونتيجة للعجز المالي وعدم قدرة الدولة على السداد، أعلن الصدر الأعظم نديم باشا قرار تخفيض فائدة الديون إلى النصف وجاء هذا القرار من طرف واحد، واحتجت كل من فرنسا وإنجلترا على هذا القرار، وتضرر المواطنون العثمانيون الذين اشتروا سندات قرض، إذ هبطت في اليوم التالي قيم السندات إلى النصف وحدثت اضطرابات كبيرة. وروي أن كلا من محمود نديم باشا ومدحت باشا وداماد محمود جلال الدين باشا والسفير الروسي اغناتيف باعوا السندات التي بحوزتهم قبل إعلان قرار خفض الفائدة بيوم واحد، وحصلوا على أرباح طائلة.

## الفساد الإداري
بلغ الفساد ذروته في ولاية محمود نديم باشا (1875-1876)، فقد انتشرت الرشوة في الأجهزة الحكومية والعسكرية وتغيير المناصب إلى درجة ان الضابط يترقى ويصل إلى رتب عليا ويصبح مشيرا خلال أشهر قليلة وهو قبل ذلك ضابط ذو رتبة متدنية.
استغلت القوى المعادية الأوضاع المضطربة في البلاد وقامت بتهييج الرأي العام على الحكومة، وتجمع ستة آلاف من طلاب الدين ويطلق عليهم (الصفتاوات) أمام الباب العالي في 22 مايو 1876، وذهب عدد آخر منهم إلى قصر دولمة بهجة مقر السلطان عبد العزيز مطالبين بعزل نديم باشا. ونتيجة لذلك أصدر السلطان عبد العزيز قرارا بعزل الصدر الأعظم محمود نديم باشا، وعين محمد رشدي باشا بديلا عنه.